# 革叶腺萼木
革叶腺萼木（学名：Mycetia coriacea）为茜草科腺萼木属下的一个种。

## 扩展阅读
維基物種上的相關：革叶腺萼木